# Eutanasia

Estatus de la eutanasia en el mundo:
Eutanasia activa legal: Países Bajos, Bélgica, Luxemburgo, Canadá, Colombia, Ecuador, España, Nueva Zelanda, Portugal y en los estados de Australia Meridional, Australia Occidental, Nueva Gales del Sur, Queensland, Tasmania y Victoria.
Eutanasia activa ilegal, eutanasia pasiva no regulada
Toda forma de eutanasia ilegal

La eutanasia (del latín euthanasia y griego antiguo /εὐθανασία/euthanasía/, «buena muerte», «muerte apacible». Su antónimo es distanasia) es la intervención deliberada para poner fin a una vida sin perspectiva de cura. La eutanasia se practica tanto en humanos (medicina) como en animales de otras especies —eutanasia animal en veterinaria—.
En medicina la eutanasia es la provocación intencionada de la muerte de una persona que padece una enfermedad avanzada o terminal, a petición expresa de ésta, y en un contexto médico. Actualmente no procede utilizar los términos “Eutanasia involuntaria”, “Eutanasia pasiva” ni “Eutanasia indirecta”, porque son situaciones ajenas a esta definición de eutanasia.
En los países donde está legalizada su práctica, la eutanasia se realiza a petición reiterada del paciente y con la supervisión de un equipo médico. El procedimiento es libre, autónomo, voluntario, intencionado, reflexionado y consciente, en el caso de que esta circunstancia no sea posible, cuando el testamento vital del paciente lo indique explícita y claramente.
La eutanasia debe diferenciarse del suicidio asistido, cuando es el propio paciente el que lleva a cabo la administración de los fármacos para acabar con su vida. El suicidio asistido es legal en jurisdicciones diferentes a la eutanasia.
También debe diferenciarse de los cuidados paliativos, donde el fin de la medicación que se administra no es terminar con la vida sino generar bienestar, a pesar de que dicha medicación pueda acortar la vida de forma secundaria.

## Etimología
La palabra eutanasia proviene del latín científico euthanasia /eutʰanásɪa/, y este del griego εὐθανασία /eu̯θaɳasía/, está compuesta por el prefijo εὖ /eu̯/ ‘bien’, ‘normalidad’; la palabra θἀνατος /θánatos/ ‘muerte’ y el sufijo sustantivante ~σίᾱ /~síaː/.
El morfema εὖ /eu̯/ ‘bien’, ‘normalidad’; está vinculado a la raíz indoeuropea *wesu~, ‘bueno’. Está presente en los neologismos aneuploide, eubacteria, eucalipto, eucáridos, eucariote, eufonía, y muchos más.
El lexema θἀνατος /θánatos/ ‘muerte’; está vinculado a la raíz indoeuropea *dʰ(u)enh₂- ‘muerte’. Puede vérsela con ese mismo significado en: tanatología, tanatopraxia, tanatonauta y tanatoideo(a), atanasia, cacotanasia, ortotanasia, distanasia.
El gramema sustantivante ~σίᾱ /~síā/; proviene del griego, el cual a su vez es la combinación de dos sufijos femeninos: ~si(s)/~s(o) de los griegos ~σις/~σι~/~σο~/~σ~ que significa ‘acción’, muy común en el lenguaje científico griego; y el sufijo ~íā del griego ~ία que significa ‘cualidad’.
Etimológicamente hablando, eutanasia significa: muerte apacible o muerte sin sufrimiento físico, favorecida por otros. Es antónimo de cacotanasia.

## Definición
Al igual que otros términos tomados de la historia, la eutanasia tiene diferentes significados según su uso. El primer uso del término se encuentra en los textos del historiador Suetonio (c. 70-post. 126), quien describió cómo el emperador Augusto (63-14 a. C.), «muriendo rápidamente y sin sufrir en los brazos de su esposa, Livia, experimentó la “eutanasia” que había deseado». Su primer uso se registra en el contexto médico por Francis Bacon en el siglo XVII d. C., haciendo referencia a una muerte feliz, fácil e indolora, durante la cual era «responsabilidad del médico aliviar los “padecimientos físicos” del cuerpo». Bacon se refería a una eutanasia «exterior», el término «exterior» lo utilizaba para distinguirlo de la eutanasia espiritual o interior que se referiría «a la preparación del alma».
Es habitual incorporar la noción de sufrimiento a la definición. El Diccionario de inglés de Oxford incorpora el sufrimiento como condición necesaria, con "la muerte indolora de un paciente que padece una enfermedad incurable y dolorosa o está en coma irreversible". Otro elemento es el de la intencionalidad: la muerte debe ser intencionada, en lugar de ser accidental, y la intención de la acción debe ser una "muerte piadosa". Del mismo modo, Heather Draper habla de la importancia del motivo, argumentando que "el motivo forma una parte crucial de los argumentos a favor de la eutanasia, porque debe ser en el mejor interés de la persona en el extremo receptor. Para Draper la eutanasia "debe definirse como la muerte que resulta de la intención de una persona de matar a otra, utilizando los medios más suaves e indoloros posibles, que está motivada únicamente por el interés superior de la persona que muere. Wreen señaló la dificultad de justificar la eutanasia frente a la noción del derecho a la vida" del sujeto y que por lo tanto la eutanasia tiene que ser voluntaria, y solicitada o requerida por el paciente. y que "la eutanasia involuntaria es, como tal, un gran mal". Otros autores también señalan el consentimiento del paciente como necesario e imprescindible.
El Comité de Ética médica de la Cámara de los Lores británica:  define la eutanasia como:
| La eutanasia es «una intervención deliberada emprendida con la intención expresa de poner fin a una vida, para aliviar el sufrimiento intratable». |

Para el Grupo de Trabajo de Atención Médica al Final de la Vida de la Organización Médica Colegial de España (OMC) y la Sociedad Española de Cuidados Paliativos (SECPAL):
| La eutanasia es «la provocación intencionada de la muerte de una persona que padece una enfermedad avanzada o terminal, a petición expresa de ésta, y en un contexto médico (actualmente no procede utilizar los términos “Eutanasia involuntaria”, “Eutanasia pasiva” ni “Eutanasia indirecta”, porque son situaciones ajenas a esta definición de eutanasia)». |

En los Países Bajos y en Bélgica, es entendida como 
| «la terminación de la vida por un médico a petición de un paciente». |

Sin embargo, la ley neerlandesa no usa el término eutanasia, sino que lo incluye bajo la definición más amplia de «suicidio asistido y finalización de la vida a petición».
En Colombia la Corte Constitucional en su sentencia C 239 de 1997 manifiesta que el homicidio por piedad 
| «es la acción de quien obra por la motivación específica de poner fin a los intensos sufrimientos de otro», y que «doctrinariamente se le ha denominado homicidio pietístico o eutanásico». |

Por medio de la resolución 1216 de 2015 se reglamentó la eutanasia en Colombia y se creó el protocolo médico para la aplicación de la misma.

## Clasificaciones de eutanasia
La eutanasia se clasifica de diferentes formas: directa e indirecta según el accionar médico, y voluntaria e involuntaria si se cuenta o no con el consentimiento del paciente informado y consciente.

### Según el accionar médico
- Eutanasia directa: cuando existe una provocación intencional del médico que busca la terminación de la vida del paciente. Esta a su vez posee dos formas:
  - Activa o positiva: se le considera activa o positiva (acción) cuando existe un despliegue médico para producir la muerte de una persona como suministrar directamente algún tipo de fármaco o realizando intervenciones cuyo objetivo es causar la muerte.[27]
  - Pasiva o negativa: es pasiva o negativa (omisión) cuando la muerte es producida por la omisión de tratamientos, medicamentos, terapias o alimentos. En este tipo de eutanasia la actuación del médico es negativa pues su conducta es de «no hacer». En otras palabras se abandona todo tipo de actividad terapéutica para prolongar la vida de una persona que se encuentre en fase terminal, pues se ha concluido que el tratamiento es inútil para el mejoramiento del paciente. Suele identificarse con los conceptos de dejar morir y ortotanasia, así como con el derecho a rechazar un tratamiento médico o retirarse del soporte vital.[28]
- Eutanasia indirecta: es la que se verifica cuando se origina sin la intención de causar la muerte del paciente. Según la definición de eutanasia la indirecta no lo sería pues uno de los elementos de esta práctica es la provocación intencional de la muerte. En todo caso, la indirecta se da como resultado de efectuar procedimientos médicos intensos, con intención terapéutica, que pueden producir la muerte.[29]

### Según la voluntad del paciente
- Voluntaria: es aquella en la cual es el paciente quien toma la decisión o por terceras personas obedeciendo los deseos que el paciente ha expresado con anterioridad.[30]
- Involuntaria: sucede cuando un tercero toma la decisión sin obtener el consentimiento del paciente (pudiendo obtenerse) o de un pariente de este.[31]
- No voluntaria: ocurre cuando un tercero toma la decisión sin el consentimiento del paciente debido a la imposibilidad de expresarlo.[32]

## Conceptos relacionados
- Suicidio asistido: Significa proporcionar, en forma intencional y con conocimiento, a una persona, los medios, procedimientos o ambos necesarios para suicidarse, incluidos el asesoramiento sobre dosis letales de medicamentos, la prescripción de dichos medicamentos letales o su suministro. Se plantea como deseo de extinción de muerte inminente porque la vida ha perdido razón de ser o se ha hecho dolorosamente desesperanzada. Cabe destacar que en este caso es el paciente el que voluntaria y activamente termina con su vida, de ahí el concepto de suicidio. Véase también eutanasia voluntaria.
- Cacotanasia: Es la eutanasia que se impone sin el consentimiento del afectado. La palabra apunta hacia una ‘mala muerte’ (siendo kakós: ‘malo’)[33]
- Ortotanasia: Consiste en dejar morir a tiempo sin emplear medios desproporcionados y extraordinarios para el mantenimiento de la vida. Se ha sustituido en la terminología práctica por «muerte digna», para centrar el concepto en la condición (dignidad) del paciente terminal y no en la voluntad de morir.
- Distanasia: Consiste en el «encarnizamiento» o «ensañamiento» terapéutico, mediante el cual se procura posponer el momento de la muerte recurriendo a cualquier medio artificial, pese a que haya seguridad de que no hay opción alguna de recuperar la salud, con el fin de prolongar la vida del enfermo a toda costa, llegando a la muerte en condiciones inhumanas. Normalmente se hace según los deseos de otros (familiares, médicos) y no según el verdadero interés del paciente. La distanasia, que extiende la vida a toda costa, se considera el extremo opuesto a la eutanasia, donde se da muerte prematura.[34]
- Adistanasia o antidistanasia: cesación de la prolongación artificial de la vida dejando que el proceso patológico termine con la existencia del enfermo.
- Medicina paliativa: reafirma la importancia de la vida y considera a la muerte como la etapa final de un proceso normal. La atención que brinda no pretende acelerar ni posponer la muerte sino proporcionar el alivio del dolor y de otros síntomas angustiosos. Integra los aspectos sociales, psicológicos y espirituales del tratamiento del enfermo y le ofrece apoyo, de modo que pueda llevar una vida lo más activa posible hasta la muerte. Además, contempla a la familia como parte del propio paciente, para que pueda hacer frente a la enfermedad de su ser querido y al duelo.[35]
- Sufrimiento: Tener o padecer un daño o dolor físico o moral. Padecer habitualmente una enfermedad o un trastorno físico o mental.
- Tiro de gracia a un soldado con una herida mortal pero lenta y dolorosa. También a un ejecutado por un pelotón que no muere.
- Voluntad anticipada: La voluntad anticipada puede ser entendida como “la decisión que toma una persona de ser sometida o no a medios, tratamientos o procedimientos médicos que pretendan prolongar su vida cuando se encuentre en etapa terminal y, por razones médicas, sea imposible mantenerla de forma natural, protegiendo en todo momento la dignidad de la persona”.[36]

## Historia

### La eutanasia en Grecia y Roma

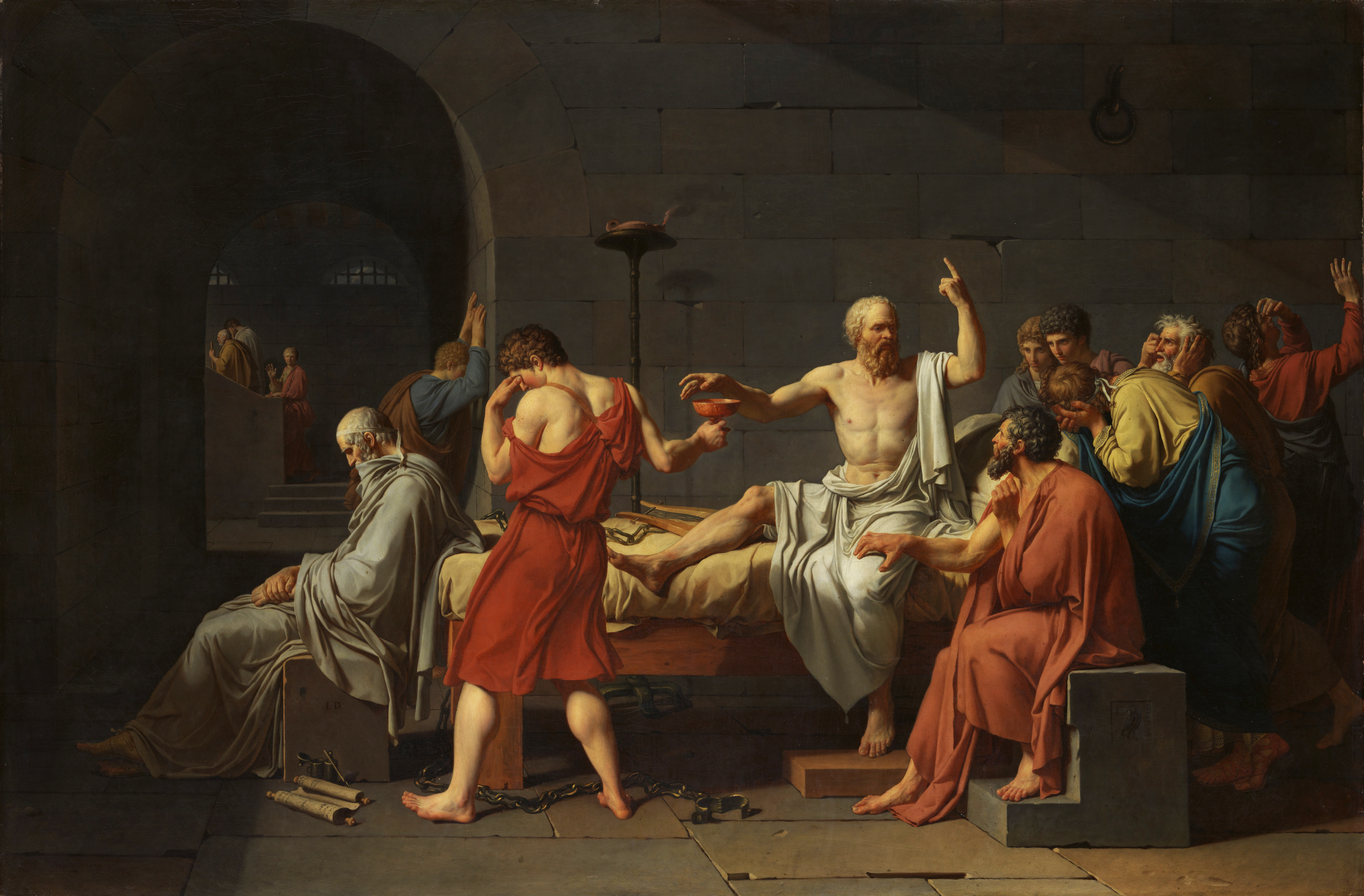
La muerte de Sócrates, por Jacques-Louis David (1787), en la cual se representa a Sócrates preparado para beber la cicuta, tras su condena por corromper a la juventud ateniense.

La eutanasia se practicó en las antiguas Grecia y Roma. Por ejemplo, la cicuta se empleó en la isla de Ceos como un medio para acelerar la muerte; técnica que también se empleaba en Marsella. La eutanasia, en el sentido de la deliberada aceleración de la muerte de una persona, fue apoyada por Sócrates, Platón y Séneca el Joven en el mundo antiguo, aunque parece que Hipócrates había hablado en contra de la práctica, cuando escribió: «no prescribiré una droga mortal para complacer a alguien, ni dar consejos que puedan causar su muerte», lo que indica que pudo haber un cierto debate en la literatura sobre si se pretendía o no incluir la eutanasia.
En el Digesto (año 533), recopilación jurídica del emperador Justiniano I, no se considera punible la conducta de aquel ciudadano que acaba con su vida por motivos relacionados con la pérdida de calidad de vida: padecimiento de dolor, sufrimiento, enfermedad, entre otros. Por el contrario, se entendían este tipo de autohomicidios como racionales.

### La eutanasia en los siglos XV-XVII
El término eutanasia en el sentido anterior de apoyar a alguien mientras moría, fue utilizado por primera vez por el inglés Francis Bacon (1561-1626). En su trabajo Eutanasia médica eligió esta antigua palabra griega y, al hacer esto, distinguió entre eutanasia interior o la preparación del alma para la muerte, y eutanasia exterior que pretendía hacer el fin de la vida más llevadero e indoloro, y en excepcionales circunstancias acortando la vida. Su cambio de significado a una muerte fácil pasó a primer plano en el periodo moderno temprano como puede ser visto en la definición que recoge el Grosses vollständiges Universal-Lexicon aller Wissenschafften und Künste (en alemán, Gran léxico universal completo de todas las ciencias y artes) del siglo XVIII d. C.:
| «Eutanasia: una muerte muy suave y tranquila, que ocurre sin convulsiones dolorosas. La palabra proviene de ευ, bene, bueno y θανατος, mors, muerte». —Universal Lexicon |

El concepto de eutanasia en el sentido de aliviar el proceso de la muerte se remonta al historiador médico, Karl Friedrich Heinrich Marx (1796-1877) quien se basó en las ideas filosóficas de Bacon. Según Marx, un médico tenía el deber moral de aliviar el sufrimiento de la muerte mediante el aliento, el apoyo y la mitigación mediante el uso de medicamentos. Tal «alivio de la muerte» reflejó el espíritu de la época de la cual fue contemporáneo, pero Marx lo colocó en el canon de la responsabilidad médica por primera vez. También hizo hincapié en la distinción entre el cuidado teológico del alma de los enfermos desde el cuidado físico y el tratamiento médico por parte de los galenos.
La eutanasia, en su sentido moderno, ha sido fuertemente opuesta a la tradición judeocristiana. Tomás de Aquino (1225-1274) se opuso, y argumentó que la práctica de la eutanasia contradecía nuestros instintos humanos naturales de supervivencia, así como también lo hicieron el profesor de medicina y médico francés François Ranchin (1565-1641) y 
médico y profesor belga Michael Boudewijns (1601-1681).
Otras voces abogaron por la eutanasia, como el poeta inglés John Donne (1572-1631) en 1624, y la eutanasia continuó en práctica.
En 1678, la publicación del libro De pulvinari morientibus non subtrahendo (del latín ‘la almohada de los moribundos no debe ser sustraída’) de Caspar Questel (abogado de Breslau), debate sobre el tema. Questel describió varias costumbres que eran usadas en ese momento para traer la muerte a los moribundos, incluida el retiro de la almohada que, se creía, aceleraba la muerte; argumentó en contra de tal práctica, pues hacerlo está «contra las leyes de Dios y de natura».
Este punto de vista fue compartido por otros que les siguieron, incluidos Philipp Jakob Spener, Veit Riedlin y Johann Georg Krünitz.
A pesar de la oposición, la práctica de la eutanasia continuó, involucrando técnicas como la sangría, la asfixia y sacar a las personas de sus camas para colocarlas en el suelo frío.
Durante la Ilustración, el suicidio y la eutanasia comenzaron a ser más aceptados.
| A los enfermos asisten con gran caridad, no dexando atras ningun medicamento y gobierno de vivir, que le importe restituir la salud al que le falta. Si alguno padece enfermedad prolija, le entretienen hablando con él, y sirviéndole aligeran su calamidad; mas si la enfermedad es incurable y de continuo dolor, los Sacerdotes y el Magistrado le confortan, persuadiéndole que hallándose ya inépto á los oficios de la vida, molesto á los otros, y pesado á sí mismo, que no quiera sobrepujar á la propia muerte, alimentando la maligna enfermedad, y que siendo la vida un tormento, no dude el morir, ántes tenga esperanza de salir de tan acervo estado, ó quitándose él propio la vida, ó dexándose matar; pues dexará, muriendo, aquella miseria, y no comodidades. Ademas de esto, siguiendo el consejo de los Sacerdotes, intérpretes de la voluntad de Dios, executarán una obra santa y pia los que se dexan persuadir, y con abstencia fenecen la vida, ó durmiendo se dexan matar; mas no hacen morir á alguno contra su voluntad, ni faltan á administrarlos en la enfermedad, paraciéndoles que esta sea una honesta ocupación. Mas si alguno se mata sin el consentimiento de los Sacerdortes y del Magistrado, no le dan sepultura, y arrojan su cuerpo en una laguna. —Tomás Moro (1478-1535) en Utopía |

Aunque para el médico y filósofo alemán Michael Stolberg (1957-) no queda claro si Moro tenía la intención de respaldar la práctica. Otras culturas han adoptado diferentes enfoques: por ejemplo, en Japón el harakiri, o suicidio ritual, no ha sido considerado tradicionalmente como pecado, ya que se usa en casos de honor y, en consecuencia, las percepciones de la eutanasia son diferentes a de las de otras partes del mundo.

### Debate sobre la eutanasia en elsigloXIXysigloXX
A mediados del siglo XIX d. C., surgió el uso de la morfina para tratar «los dolores de la muerte». En 1848 el cirujano estadounidense John Collins Warren (1778-1856) recomendó su empleo. En 1866, el médico británico Joseph Bullar (1815-1870) reveló una utilización similar para el cloroformo. Sin embargo ninguno de los dos recomendaba que la ocupación de este fármaco debería ser para acelerar la muerte. En 1870, el maestro de escuela británico Samuel Williams, inició el debate sobre la eutanasia contemporánea a través de un discurso en el Birmingham Speculative Club, una sociedad cuyos miembros eran filósofos aficionados que recopilaba sus trabajos. La propuesta de Williams fue usar cloroformo para acelerar deliberadamente la muerte de pacientes con enfermedades terminales:
| Que en todos los casos de enfermedad desesperada y dolorosa, debe ser el deber reconocido del asistente médico, siempre que así lo desee el paciente, administrar cloroformo, o cualquier otro anestésico que pueda reemplazar a este, de forma gradual para destruir la conciencia al primer intento, y disponga al paciente a una muerte rápida e indolora. Se deben tomar todas las precauciones necesarias para prevenir cualquier posible abuso de tal deber; lo que implica que debe ser establecido, más allá de la posibilidad de duda o cuestionamiento, que el remedio fue aplicado por el deseo expreso del paciente. —Samuel Williams (1872), Euthanasia Williams y Northgate: Londres. |

El ensayo fue revisado favorablemente en el diario The Saturday Review de Londres; pero apareció una editorial contra el ensayo en la revista semanal británica The Spectator. A partir de ese momento, resultó ser influyente, y otros escritrores se manifestaron a favor de tales puntos de vista:
Lionel Tollemache (1794-1878) escribió a favor de la eutanasia, al igual que
la británica Annie Besant (1847-1933), la ensayista y reformadora que más tarde se involucró con la National Secular Society (Sociedad Nacional Laica), considerando que era un deber con la sociedad que uno debe «morir voluntariamente y sin dolor» cuando uno llega al punto de convertirse en una «carga».
La revista Popular Science analizó el tema en mayo de 1873, evaluando ambos lados del argumento. Kemp señala que, en ese momento, los médicos no participaron en la discusión; era «esencialmente una empresa filosófica [...] vinculada inextricablemente a una serie de objeciones a la doctrina cristiana de la santidad de la vida humana».
Bajo el pontificado del papa Francisco se publicó la carta Samaritanus bonus (‘el buen samaritano’), en la que se dan elementos para aclarar el posible equívoco acerca del concepto de «muerte digna».

### Movimiento inicial de eutanasia en los Estados Unidos de América

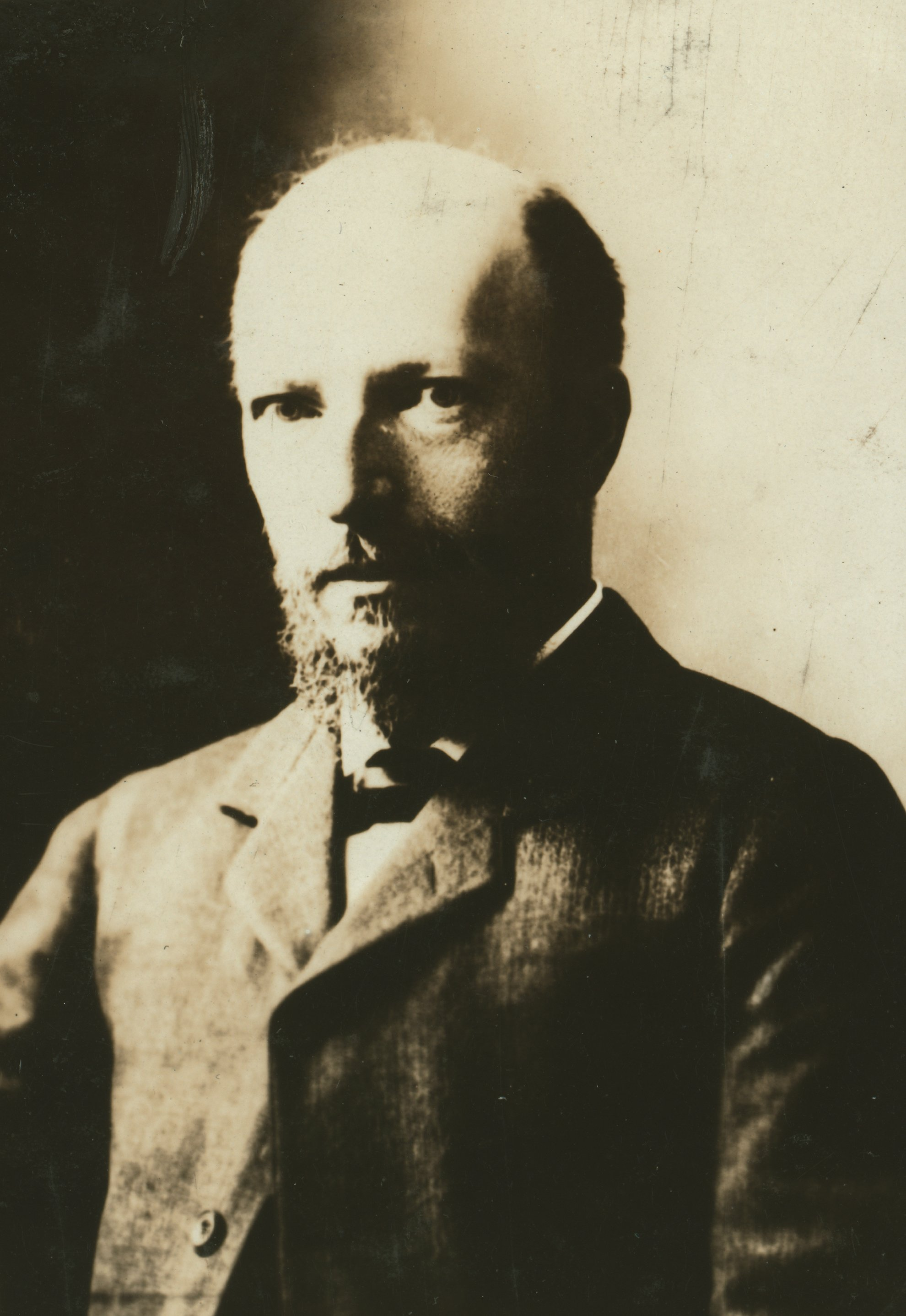
Felix Adler, alrededor de 1913, fue el primer estadounidense en abogar por permitir el suicidio en casos de enfermedades crónicas.

El auge del movimiento de la eutanasia en los Estados Unidos de América coincidió con la llamada Edad chapada en oro de ese país, un momento de cambio social y tecnológico que abarcaba un «conservadurismo individualista que elogiaba la doctrina económica del laissez faire (en francés: dejen hacer), el método científico y el racionalismo», que sucedió junto a grandes depresiones económicas, industrialización y conflicto entre corporaciones y sindicatos. También fue el período en el que se desarrolló el sistema hospitalario moderno, que ha sido visto como un factor en el surgimiento del debate sobre la eutanasia.
El abogado Robert G. Ingersoll (1833-1899) intercedió a favor de la eutanasia, afirmando, en 1894, que cuando alguien padece una enfermedad terminal, como un cáncer en fase terminal, debería tener derecho a finalizar con su dolor mediante el suicidio. El judío, racionalista intelectual Felix Adler (1851-1933) ofreció un enfoque similar, aunque, a diferencia de Ingersoll, Adler no rechazó a la religión. De hecho, argumentó un marco de cultura ética. Este último argumentó en 1891 que aquellos que sufrían de un dolor abrumador deberían tener el derecho a suicidarse y, además, que un médico debería estar autorizado para ayudarle. Así Adler, se convierte en el primer estadounidense «prominente» en abogar por el suicidio en casos donde la gente sufría una enfermedad crónica. Tanto Ingersoll como Adler argumentaron a favor de la eutanasia voluntaria en adultos que padecen dolencias terminales. Dowbiggin sostiene que al romper las objeciones morales previas a la eutanasia y el suicidio, Ingersoll y Adler permitieron a otros extender la definición de eutanasia.
El primer intento en este país para legalizar la eutanasia tuvo lugar cuando Henry Thomas Hunt lo introdujo en la Asamblea General de Ohio de 1906. Esto lo hizo Hunt a costa de Anna S. Hall una rica heredera que fue una figura importante en el movimiento de la eutanasia durante los primeros años del siglo XX d. C. en los Estados Unidos de América. Hall había visto morir a su madre después de una larga batalla contra un cáncer hepático y se había dedicado a garantizar que los demás no tuvieran que soportar el mismo sufrimiento. Con este fin, participó en una extensa campaña de redacción de cartas, reclutó a Lurana W. Sheldon y a Maud Ballington Booth, y organizó un debate sobre la eutanasia en la reunión anual de la American Humane Association (Asociación Humana Estadounidense) en 1905, descrita por Jacop Appel como el primer debate público significativo sobre el tema en el siglo XX d. C.
El proyecto de ley de Hunt requería la administración de un anestésico para provocar la muerte de un paciente, siempre y cuando la persona sea mayor de edad y tenga la mente sana, y se encuentre sufriendo de una lesión fatal o  una enfermedad irrevocable o un gran dolor físico. También requería que el caso fuese atendido por un médico, el consentimiento informado ante tres testigos y la asistencia de tres médicos que tenían que aceptar que la recuperación del paciente era imposible. Una moción para impugnar el proyecto fue rechazada, pero, de todas formas, el proyecto de ley no pasó pues obtuvo una votación de 79 en contra y 23 a favor.
Junto con la proposición de eutanasia del estado de Ohio, en 1906 el asambleísta Ross Gregory presentó una propuesta para permitir la eutanasia a la legislatura de Iowa. Sin embargo, la legislación de Iowa tenía un alcance más amplio que el ofrecido en Ohio. Permitió la muerte de cualquier persona de al menos diez años de edad que sufriere una dolencia que resultaría fatal y causaría un dolor extremo, en caso de que tuvieran una mente sana y expresasen el deseo de apresurar artificialmente su muerte. Además, permitía que los bebés fuesen sacrificados si estaban lo suficientemente deformados, y les permitía a los tutores solicitar la eutanasia en nombre de sus pupilos. La legislación también impuso sanciones a los médicos que se negaren a realizar la eutanasia cuando les fuere solicitada: una pena en prisión de entre seis a doce meses y el pago de una multa entre 200 a 1000 dólares estadounidenses. La propuesta resultó ser controversial; engendrando un debate considerable y no fue aprobada al haberse retirado la consideración después de pasarla a la Comisión de Salud Pública.
Después de 1906, el debate sobre la eutanasia se redujo en intensidad, resurgiendo periódicamente, pero no volviendo al mismo nivel de discusión hasta la década de 1930 en el Reino Unido.
El oponente a la eutanasia, Ian Dowbiggin (1952) argumenta que la creación temprana de la Sociedad Estadounidense pro Eutanasia (ESA; por sus siglas en inglés) reflejó la cantidad de procedimientos eutanásicos percibidos en ese momento, 1920, a menudo viéndolo como un asunto de eugenesia más que como un tema relacionado con los derechos individuales. Dowbiggin sostiene que no todos los eugenistas se unieron a la ESA «solo por razones eugenésicas», sino que, según postula, había claras conexiones ideológicas entre los movimientos eugenésicos y la eutanasia.

### Década de 1930 en la Gran Bretaña
La Sociedad Voluntaria de Legalización de la Eutanasia (actualmente denominada Dignity in Diying), fue fundada en 1935 por Charles Killick Millard. El movimiento hizo campaña para la legalización de la eutanasia en Gran Bretaña.
En enero de 1936, el rey Jorge V recibió una dosis fatal de morfina y cocaína para acelerar su muerte. En ese momento padecía de insuficiencia cardiorrespiratoria y la decisión de dar fin a su vida la tomó su médico lord Bertrand Dawson. Aunque este evento fue mantenido en secreto durante más de cincuenta años, la muerte de Jorge V coincidió con la legislación propuesta en la Cámara de los Lores para legalizar la eutanasia.

### Aktion T4 - Eugenesia durante la Alemania nazi

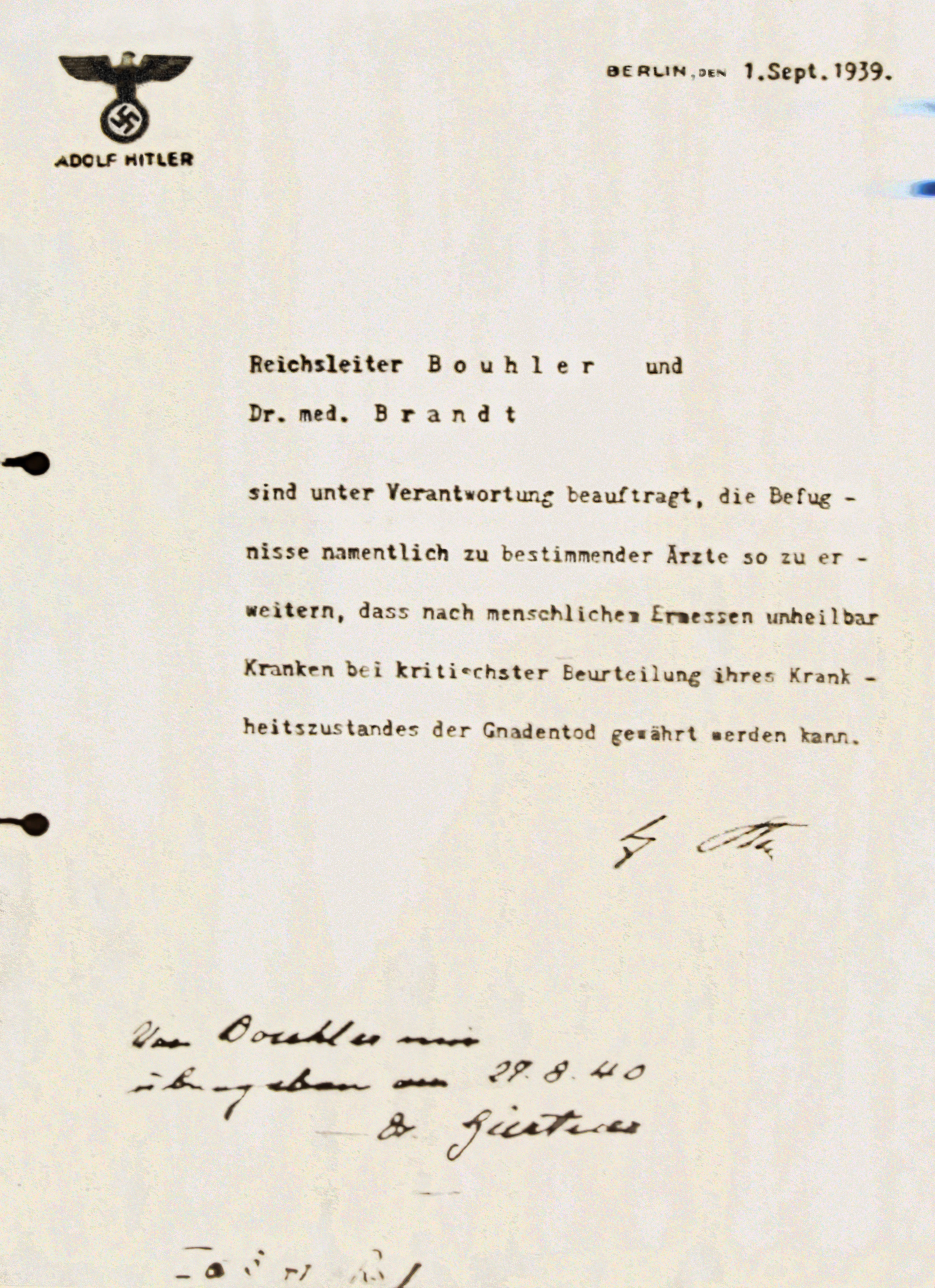
En octubre de 1939 Adolf Hitler firmó una «nota de eutanasia» con fecha anterior al 1 de septiembre de 1939, en la que autorizaba a su médico Karl Brandt y al Reichsleiter Philipp Bouhler a implementar el programa.

El Aktion T4 o Acción Eutanasia, en alemán Aktion Gnadentod, es el nombre que se le dio, en la posguerra, al asesinato en masa mediante la eutanasia involuntaria durante la Alemania nazi. La partícula T4 es una abreviación de Tiergartenstraße 4, que era la dirección del departamento de la Cancillería, creado en la primavera de 1940, en el barrio berlinés de Tiergarten, institución que reclutó y pagó al personal asociado con el T4. Ciertos médicos alemanes fueron autorizados a seleccionar pacientes «considerados incurablemente enfermos, después del examen médico más crítico» y luego administrarles una «muerte por piedad» (Gnadentod). Después del final nominal del programa, los médicos en instalaciones alemanas y austríacas continuaron con muchas de las prácticas del Aktion T4, hasta la derrota de la Alemania en 1945.
Los asesinatos tuvieron lugar desde septiembre de 1939 hasta el final de la guerra Mundial en 1945, tiempo durante el cual fueron liquidadas entre 275 000 a 300 000 personas en varios centros de exterminio ubicados en hospitales psiquiátricos en Alemania y Austria, junto con los de la Polonia dominada, y los del Protectorado de Bohemia y Moravia (ahora República Checa). El número de víctimas registradas inicialmente fue un desalentador total de 70 273 personas; el cual ha sido revisado, mostrándose notoriamente al alza, debido al descubrimiento de víctimas adicionales que figuran en los archivos de la antigua Alemania Oriental. Aproximadamente la mitad de los asesinados fueron tomados de los asilos de las iglesias, a menudo con la aprobación de las autoridades protestantes o católicas de esas instituciones.
A pesar de que la Santa Sede anunció el 2 de diciembre de 1940 que la política era contraria a la ley divina natural y positiva y que «el asesinato directo de una persona inocente no esta permitido, ya sea por defectos mentales o físicos», la declaración no fue confirmada por algunas autoridades católicas en Alemania. Por otro lado, durante el verano de 1941, las protestas fueron dirigidas en ese país por el obispo von Galen, cuya intervención, según Richard J. Evans, condujo al «movimiento de protesta más fuerte, explícito y extendido contra cualquier política desde el comienzo del Tercer Reich».
Han sido ofrecidas varias razones para el programa, incluida la eugenesia, la compasión, la reducción del sufrimiento, la higiene racial, la rentabilidad y la presión sobre el presupuesto de beneficencia social. La continuación no oficial de la política dio lugar a muertes adicionales por medicamentos y medios similares, lo que resultó en 93 521 camas «vaciadas» a finales de 1941. La tecnología que fue desarrollada bajo el programa Aktion T4, particularmente el uso del gas letal para matar a un gran número de personas, fue responsabilidad de la división médica del Ministerio del Interior del Reich, junto con el personal que había participado en el desarrollo de la misma y luego participó en la Operación Reinhard.
La tecnología, el personal y las técnicas desarrollas fueron fundamentales para la implementación de los genocidios nazis. Aunque el programa fue autorizado por Hitler, los homicidios han sido vistos como asesinatos en Alemania. El número de muertos fue aproximadamente 200 000 en Alemania y Austria; en otros países europeos, aproximadamente 100 000 personas también fueron víctimas letales.
En el entendimiento actual, el uso del término «eutanasia» en el contexto del Aktion T4 se le considera un eufemismo para ocultar un programa de genocidio, en el cual las personas fueron asesinadas por «discapacidades, creencias religiosas y valores individuales discordantes» con el régimen nazi. Comparado con las discusiones sobre eutanasia que siguieron al finalizar la guerra, el programa Nazi pudo haber sido redactado en palabras que parecen similares al uso moderno del término, la diferencia radica en que durante el T4 no hubo «misericordia» y los pacientes no fueron necesariamente pacientes terminales. A pesar de estas diferencias, el historiador y opositor a la eutanasia Ian Dowbiggin escribe que «los orígenes de la eutanasia Nazi, como los del movimiento estadounidense pro eutanasia, preceden al Tercer Reich y se entrelazaron con la historia de la eugenesia y el darwinismo social, como también con los esfuerzos para desacreditar la moralidad tradicional y la ética».

### La petición de 1949 del estado de Nueva York a favor de la eutanasia y la oposición católica
El 6 de enero de 1949, la Sociedad Estadounidense pro Eutanasia presentó a la Legislatura del Estado de Nueva York una petición para legalizar la eutanasia, firmada por 379 ministros protestantes y judíos, el grupo más grande de líderes religiosos que haya adoptado esta postura. Una petición similar había sido enviada a la Legislatura de Nueva York en 1947, firmada por aproximadamente mil médicos de Nueva York.
Los líderes religiosos católicos criticaron la petición, diciendo que tal proyecto de ley «legalizaría un pacto “asesinatosuicida”» dicha crítica incluía una «racionalización del quinto mandamiento de la ley de Dios: “No matarás”». El reverendo Robert E. McCormick dijo que:
| El objetivo final de la Sociedad pro Eutanasia se basa en el principio totalitario de que el estado es supremo y que el individuo no tiene derecho a vivir si su permanencia en la vida es una carga u obstáculo para el estado. Los nazis siguieron este principio y la eutanasia obligatoria se practicó como parte de su programa durante la guerra reciente. Los ciudadanos estadounidenses del estado de Nueva York debemos hacernos esta pregunta: ¿vamos a terminar con el trabajo de Hitler?. —Reverendo Robert E. McCormick. |

La petición provocó tensiones entre la Sociedad Estadounidense pro Eutanasia y la Iglesia Católica, lo que contribuyó a un clima de sentimiento anticatólico en general, en relación con cuestiones como el control de la natalidad, la eugenesia y el control de la población. Sin embargo, la petición no dio lugar a ningún cambio legal.

## Estatus legal de la eutanasia
|    | País          | Método efectivo                                                        | Fecha de vigencia       |
| -- | ------------- | ---------------------------------------------------------------------- | ----------------------- |
| 1  | Países Bajos  | Aprobado por los Estados Generales                                     | 1 de abril de 2002      |
| 2  | Bélgica       | Aprobado por el Parlamento                                             | 28 de mayo de 2002      |
| 3  | Luxemburgo    | Aprobado por la Cámara de Diputados                                    | 19 de marzo de 2009     |
| 4  | Colombia      | Aprobado por la Corte Constitucional                                   | 15 de diciembre de 2014 |
| 5  | Canadá        | Aprobado por el Parlamento                                             | 17 de junio de 2016     |
| 6  | España        | Aprobado por el Congreso de los Diputados y el Senado                  | 25 de junio de 2021     |
| 7  | Nueva Zelanda | Aprobado por el Parlamento y aprobado por los ciudadanos en referéndum | 6 de noviembre de 2021  |
| 8  | Portugal      | Aprobado por el Parlamento                                             | 16 de mayo de 2023      |
| 9  | Cuba          | Aprobada por la Asamblea Nacional                                      | 23 de diciembre de 2023 |
| 10 | Ecuador       | Aprobada por la Corte Constitucional                                   | 5 de febrero de 2024    |

También aunque aprobado en todo el país en la Ciudad de México fue la primera entidad de la nación en aprobar la Ley de Voluntad Anticipada en enero de 2008. Esta iniciativa ha sido aprobada en 14 estados de la República, en los cuales, más de 10 mil personas han firmado el documento desde la fecha en que se estableció.

## Argumentos a favor y en contra
Históricamente, el debate sobre la eutanasia ha tendido a centrarse en una serie de preocupaciones clave. Según el estadounidense oncólogo y bioético Ezekiel Emanuel (1957), opositor a la eutanasia, los partidarios de esta han presentado cuatro argumentos principales:
a) que las personas tienen derecho a la autodeterminación y, por lo tanto, de permitírseles elegir su destino;
b) ayudar a un sujeto a morir podría ser una mejor opción que requerir que continúen sufriendo;
c) la distinción entre la eutanasia pasiva, que a menudo está permitida, y la eutanasia activa, que no es sustantiva, o en la cual el principio subyacente —la doctrina del doble efecto—, es irrazonable o poco sólida; y
d) permitir la eutanasia no conducirá, necesariamente, a consecuencias inaceptables.
Los activistas a favor de la eutanasia suelen indicar que en países como Bélgica, Países Bajos, y que en estados de Estados Unidos como el de Oregón, donde esta ha sido legalizada no ha sido problemático. Usan como base los Cuidados Paliativos que generaron controversia sin que se produjera ningún problema de los planteados por los opositores.
De manera similar, Emanuel argumenta que hay cuatro argumentos principales presentados por los oponentes de la eutanasia:
a) no todas las muertes son dolorosas;
b) están disponibles alternativas como la interrupción del tratamiento activo combinadas con el uso del alivio efectivo del dolor;
c) la distinción entre eutanasia activa y pasiva es moralmente significativa; y
d) la legalización de la eutanasia colocará a la sociedad en la falacia del efecto dominó, lo que conducirá a consecuencias inaceptables.
De hecho en el 2013 en Oregón, el dolor no era una de las cinco razones principales por las cuales las personas buscaban la eutanasia. Los principales motivos fueron la pérdida de la dignidad y el temor a ser una carga para los demás.
Varias veces las personas que toman la decisión de que se le practique la eutanasia, debe ser respetada porque la persona o el que adolece de algún mal que no tiene cura ni explicación, sufre. Es el preciso momento en que uno se da cuenta de que día a día la persona padece más y tiene que aguantarlo y tratar de convivir con ello porque hay estados que no permiten que se practique la eutanasia, la han prohibido.

### Invocación de los derechos individuales contra la transgresión a una interdicción
Los contornos de la noción del derecho a la vida son objeto de debate filosófico, legal y moral. Varias tradiciones filosóficas o religiosas rechazan el suicidio en sus diversas formas. Otras rechazan específicamente la eutanasia: la intervención de un actor que termina la vida del paciente es considerada una forma de asesinato.
Según la Corte Constitucional de Colombia, la Constitución de Colombia protege la vida como un derecho además de incorporarla como un valor dentro del ordenamiento, y para asegurar el derecho a la vida el Estado y los ciudadanos tienen competencias y deberes con esta. Sin embargo el «Estado no puede pretender cumplir esa obligación desconociendo la autonomía y la dignidad de las propias personas. Por ello ha sido doctrina constante de esta Corporación que toda terapia debe contar con el consentimiento informado del paciente, quien puede entonces rehusar determinados tratamientos que objetivamente podrían prolongar la duración de su existencia biológica pero que él considera incompatibles con sus más hondas convicciones personales. Sólo el titular del derecho a la vida puede decidir hasta cuándo es ella deseable y compatible con la dignidad humana. Y si los derechos no son absolutos, tampoco lo es el deber de garantizarlos, que puede encontrar límites en la decisión de los individuos, respecto a aquellos asuntos que sólo a ellos les atañen». La postura de la Corte frente a los enfermos terminales que experimentan intensos sufrimientos, también considera que el deber estatal de proteger la vida, «cede frente al consentimiento informado del paciente que desea morir en forma digna. En efecto, en este caso, el deber estatal se debilita considerablemente por cuanto, en virtud de los informes médicos, puede sostenerse que, más allá de toda duda razonable, la muerte es inevitable en un tiempo relativamente corto». Es en estos casos cuando el paciente terminal toma una decisión sobre cómo enfrentar la muerte, pues está informado y es consciente de que «no está optando entre la muerte y muchos años de vida plena, sino entre morir en condiciones que él escoge, o morir poco tiempo después en circunstancias dolorosas y que juzga indignas». El derecho a vivir dignamente implica, entonces, el derecho a morir en forma digna; condenar a una persona a prolongar por escaso tiempo su existencia, cuando es contrario a sus deseos y está padeciendo profundas aflicciones logra que la persona quede «reducida a un instrumento para la preservación de la vida como valor abstracto».
Un grupo de médicos belgas pudo señalar en un manifiesto contra la eutanasia que «la autorización legal de la eutanasia [...] transgrede una prohibición fundacional y, por lo tanto, afecta los cimientos de nuestra democracia, delineando una clase de ciudadanos que pueden ser asesinados con el apoyo de la sociedad».
El tema de la eutanasia, necesariamente, va más allá del nivel de los derechos individuales. El genetista francés Axel Kahn (1944), miembro del Comité Nacional de Ética Consultiva, dice que «el deseo de querer morir [...] no requiere un reproche moral de la sociedad secular. No se sugiere, por supuesto, que la eutanasia se convierta en un negocio “para ofrecer este servicio” a quienes lo demanden».
Para el abogado francés Robert Badinter (1928), exministro de justicia y principal artífice de la abolición de la pena de muerte; la introducción de una excepción a la eutanasia en la ley no podría ser efectuada sin dañar el derecho a la vida, «el primero de los derechos del hombre». Él cree que el Código Penal francés «tiene una función expresa y que, como tal, debe reflejar los valores de una sociedad»; «está al nivel más alto cuando se trata de la vida o la muerte. En una democracia nadie puede quitarle la vida a otros».

### El ejercicio de la libertad y de la autonomía
Para la Corte Constitucional de la República de Colombia, la persona es considerada como «sujeto moral, capaz de asumir en forma responsable y autónoma las decisiones sobre los asuntos que en primer término a él incumben, debiendo el Estado limitarse a imponerle deberes, en principio, en función de los otros sujetos morales con quienes está avocado a convivir»; «si la manera en que los individuos ven la muerte refleja sus propias convicciones, ellos no pueden ser forzados a continuar viviendo  cuando, por las circunstancias extremas en que se encuentran, no lo estiman deseable ni compatible con su propia dignidad, con el argumento inadmisible de que una mayoría lo juzga un imperativo religioso o moral». Puesto que el Estado no puede esperar de sus ciudadanos conductas heroicas ni forzarlos a realizarlas, y «menos aún si el fundamento de ellas está adscrito a una creencia religiosa o a una actitud moral que, bajo un sistema pluralista, sólo puede revestir el carácter de una opción. Nada tan cruel como obligar a una persona a subsistir en medio de padecimientos oprobiosos, en nombre de creencias ajenas, así una inmensa mayoría de la población las estime intangibles»; pues es parte de la filosofía de la Constitución de Colombia eliminar la crueldad, garantizar la pluralidad y la autonomía. También apunta que, desde una perspectiva pluralista, vivir no es un deber absoluto y que «quien vive como obligatoria una conducta, en función de sus creencias religiosas o morales, no puede pretender que ella se haga coercitivamente exigible a todos».
Axel Kahn evoca el argumento forzado de los opositores de que la naturaleza de la demanda de eutansia se debe en particular por el dolor, la sensación de abandono o la desesperación. Esta dimensión restringida le parece en esencia incompatible con el ejercicio de la libertad auténtica. Por lo tanto, la primera respuesta de la sociedad a este tipo de solicitudes nunca debería ser, según él, la organización de un suicidio asistido o un acto directo de eutanasia, sino que debería tratarse de restablecer las condiciones de una libertad auténtica mediante la restauración de una vida deseable.
Con el fin de ajustarse a los deseos del paciente, incluso cuando este no puede expresarlos, muchos estados han establecido la posibilidad de emitir un documento de voluntades anticipadas.
De manera similar, la Asociación Médica Mundial ha emitido una serie de directrices durante su Asamblea General de 2003.

### La visión de la dignidad humana
Un punto que, muy comúnmente, marca la línea divisoria entre los partidarios y los opositores de la eutanasia es la visión de la dignidad humana, ya que es un argumento invocado tanto para justificar el mantenimiento de la prohibición de la eutanasia como para despenalizarla. Por lo tanto, una recomendación de la Asamblea Parlamentaria del Consejo de Europa, adoptada el 21 de mayo de 1999, establece que la dignidad es una noción absoluta:
| La dignidad es inherente a la existencia de cada ser humano. Si su posesión se debiera a peculiaridades, habilidades o cualquier condición, la dignidad no sería ni igual ni universalmente peculiar para todos los seres humanos. Por lo tanto, el ser humano está investido de dignidad a lo largo de su vida. El dolor, el sufrimiento o la debilidad no pueden privarlo de ella. —Consejo de Europa |

La recomendación, por lo tanto, exige «consagrar y proteger el derecho de las personas terminalmente enfermas y moribundas a una gama completa de cuidados paliativos» y «mantener [la] prohibición absoluta intencional de la vida de los pacientes incurables y moribundos».
Por el contrario, el filósofo británico Simon Blackburn (1944) considera que es imposible «fundamentar la prohibición [a la eutanasia] en el respeto a la vida, y aún menos en el respeto a la dignidad; ya que lo que [la prohibición] en realidad no quiere respeto por la vida sino por el acto de morir, es decir, tratar como sacrosanto el procedimiento a menudo intolerable, cruel, sin dignidad alguna y doloroso de nuestra disolución natural».
El impacto de la eutanasia en el tema de la dignidad humana va más allá de la cuestión de una situación individual al final de la vida. Por lo tanto, el Informe Sicard critica a la eutanasia porque «internaliza las representaciones sociales negativas de un cierto número de situaciones de vejez, enfermedad y discapacidad», lo que corre el riesgo de distanciar a la medicina del «deber universal de la humanidad de la atención y acompañamiento».
Para la Corte Constitucional de Colombia en la Constitución se establece «que el Estado colombiano está fundado en el respeto a la dignidad de la persona humana; esto significa que, como valor supremo, la dignidad irradia el conjunto de derechos fundamentales reconocidos, los cuales encuentran en el libre desarrollo de la personalidad su máxima expresión. El principio de la dignidad humana atiende necesariamente a la superación de la persona, respetando en todo momento su autonomía e identidad». Señaló también que tal principio de dignidad «no sería comprensible si el necesario proceso de socialización del individuo se entendiera como una forma de masificación y homogenización integral de su conducta, reductora de toda traza de originalidad y peculiaridad. Si la persona es en sí misma un fin, la búsqueda y el logro incesantes de su destino conforman su razón de ser y a ellas por fuerza acompaña, en cada instante, una inextirpable singularidad de la que se nutre el yo social, la cual expresa un interés y una necesidad radicales del sujeto que no pueden quedar desprotegidas por el derecho a riesgo de convertirlo en cosa». Con esto es claro para la Corte que la vida no puede ser vista simplemente como algo sagrado, hasta el punto de desconocer la situación en la que se encuentra el paciente terminal y su posición personal frente al valor de la vida. Resume la Corte así: «el derecho a la vida no puede reducirse a la mera subsistencia, sino que implica el vivir adecuadamente en condiciones de dignidad».
En el Informe del Comité de Bioética de España de 2020 sobre el final de la vida se indica, a este respecto, lo siguiente:

La inalienabilidad del derecho a la vida que condiciona al mismo en el sentido de no admitir su contenido negativo deriva de su necesaria conexión con la dignidad humana y la libertad. El derecho a la vida es irrenunciable en la medida que no se puede exigir el derecho a morir. El individuo puede desplegar aquellas conductas que impliquen, en virtud de su agere licere, dejar discurrir a la naturaleza y, por ejemplo, no adoptar las medidas necesarias en orden a poner remedido a una enfermedad o situación física que le encamine hacia la muerte. Por ello, el tratamiento médico es voluntario con excepciones vinculadas generalmente a la salud pública. Sin embargo, la persona no puede exigir del Estado o de un tercero una acción positiva que ponga fin a su vida

### Gestión de los recursos sociales
Algunos de los defensores de la eutanasia buscan superar tanto la visión de la dignidad individual absoluta como la libertad a favor de una concepción utilitarista de la moralidad. El utilitarismo permite, y eventualmente promueve, el sacrificio de la felicidad individual a favor del mayor número. Con esto en mente, se considera legítimo optimizar el uso de los recursos médicos dando prioridad a los pacientes cuyas vidas pueden ser salvadas, y considerar como una carga los recursos destinados a mantener con vida a las personas que ya no pueden traer nada a la sociedad. Esta concepción, teorizada por el filósofo australiano utilitarista Peter Singer (1946), es defendida en particular en Suiza por el presidente del Partido Demócrata Cristiano Christophe Darbellay.
En el fondo, un planteamiento utilitarista constituye una forma rápida de resolver un problema, pero solo aparentemente. Se resta la debida importancia a los valores humanos en beneficio de la eficiencia pragmática. Es frecuente que, en estos casos, los más desfavorecidos salgan perdiendo. El utilitarismo tiende a considerar que el valor moral de las personas puede ser intercambiable. Los discapacitados y los ancianos requieren un tratamiento bien distinto, como han resaltado diversos expertos.

### Tomando en cuenta el sufrimiento
De acuerdo con los opositores a la eutanasia, actualmente los dolores son bien tenidos en cuenta y a menudo son calmados de manera efectiva, especialmente en los servicios de cuidados paliativos. Lo cual indica un sufrimiento significativo que no es el dolor, por ejemplo:
- la pérdida progresiva de control sobre el propio cuerpo, como en el caso de las enfermedades neurodegenerativas;
- la sensación de sofocación;
- la deformación del cuerpo y, especialmente, del rostro; y
- la pérdida permanente de la autonomía.

La disminución de casos de eutanasia en los Países Bajos entre 2001 y 2005 parece ser atribuible, según los autores de un informe basado en estadísticas sobre la eutanasia; a la mejora de los cuidados paliativos.
Algunos médicos y comentaristas objetan la necesidad de introducir la eutanasia en la ley, debido al progreso, presente y futuro, de la medicina paliativa en la lucha contra el sufrimiento en su totalidad. Por lo tanto, el genetista Axel Kahn dice: «solucionaría una ley de eutanasia si esa fuera la única forma de calmar el sufrimiento». En realidad, actualmente los cuidados paliativos y las técnicas de sedación alivian el sufrimiento del paciente, sin necesidad de buscar deliberadamente la muerte.

### Argumentos sobre la necesidad y viabilidad de una introducción controlada
Al enmendar la legislación belga, uno de los argumentos en la exposición de motivos es que la eutanasia, en un entorno médico, evita prácticas que habrían sucedido de forma clandestina y permite que los actores sean colocados en condiciones de buena supervisión de las prácticas y seguridad jurídica.
Por el contrario, el informe de Sicard publicado en el 2012 en Francia, considera que la introducción de una forma enmarcada de eutanasia es una ilusión: «la práctica de la eutanasia desarrolla su propia dinámica resistente al control efectivo y tiende a expandirse».

## Opinión médica
La Asociación Médica Mundial, que aglutina a los colegios médicos de 115 países, reiteró en una declaración adoptada por su Asamblea General en 2019: La AMM reitera su fuerte compromiso con los principios de la ética médica y con que se debe mantener el máximo respeto por la vida humana. Por lo tanto, la AMM se opone firmemente a la eutanasia y al suicidio con ayuda médica.
El juramento hipocrático de medicina, indica lo siguiente «No daré a nadie, aunque me lo pida, ningún fármaco letal, ni haré semejante sugerencia». La Asociación Médica Mundial considera la eutanasia como una falta a la ética, sin embargo, no se le prohíbe al médico permitir el curso normal de la muerte en una paciente, siempre y cuando esté lo consienta. De igual manera el Código de Deontología Médica, señala que ningún médico inducirá o provocará el fallecimiento de un paciente.
Las opiniones de los médicos sobre la legalización de la eutanasia están divididas. Así lo muestra una encuesta realizada por el Institut national de la santé et de la recherche médicale INSERM (Instituto Nacional de Salud e Investigación Médica); efectuada en el 2003 que muestra que 45 % de los médicos de familia franceses, están a favor de una despenalización de la eutanasia equiparable al porcentaje obtenido en los Países Bajos. Los autores del estudio informan que «los médicos más involucrados y cómodos con los cuidados paliativos y con el seguimiento al final de la vida son, a menudo, más hostiles a la legalización de la eutanasia», en comparación con «aquellos que se sienten incómodos con los pacientes al final de su vida». El mismo estudio apunta a una tendencia, particularmente entre los médicos que no han recibido capacitación específica, en técnicas como la reanimación o la sedación, equiparándolas con la eutanasia. Finalmente, indica una correlación estadística entre la tendencia a hacer esta asimilación y el hecho de declararse a favor de la eutanasia.
En todos los casos, independientemente de si la eutanasia está despenalizada o no, lo que está en juego para los médicos y los equipos de atención sigue siendo lo ético: la ley no prevalece sobre la reflexión ética y personal en la elección de los actos al final de la vida, inyecciones letales, decisión de detener el tratamiento o sedación terminal. En el caso de la eutanasia en particular, la cuestión de su legitimidad ética no se confunde con la cuestión de su legalización o despenalización. En este sentido, la filósofa francesa Marta Spranzi señala que «permitir explícitamente a que los miembros de la profesión médica den muerte, aunque solo sea con el laudable propósito de aliviar los sufrimientos de los pacientes, incluso por parte de los propios médicos, como más problemáticos que la realidad del gesto en sí, deber cumplido en el silencio de la relación médica» a causa de posibles consecuencias.
En el Reino Unido, el grupo en pro del suicidio asistido Dignity in Dying cita investigaciones contradictorias sobre las actitudes de los médicos hacia la muerte asistida; en la encuesta publicada en el 2009 sobre medicina paliativa la cual arroja que el 64 % de los encuestados apoya la muerte asistida en los casos en los cuales el paciente tiene una enfermedad incurable y dolorosa, mientras que el 36 % se opone. En un estudio revelado en BMC Medical Ethics el 49 % de los médicos encuestados se opone a cambiar la ley para permitir la muerte asistida y el 39 % está a favor de tal cambio legal.
Una encuesta de 2010 realizada en los Estados Unidos de América entre más de 10 000 médicos, encontró que el 16.3 % de los médicos consideraría suspender la terapia para mantener la vida si la familia lo exige, incluso en la creencia de ser prematuro. Aproximadamente 54.5 % no lo haría, y el 29.2 % restante respondió «depende». El estudio también encontró que el 45.8 % de los médicos estuvieron de acuerdo en que el suicidio asistido por un médico debería ser permitido en algunos casos, mientras que el 40.7 % no lo estuvo; y el 13.5 % restante sintió que dependía.
Cabe destacar que el autor de deontología médica Leon Kass puso de relieve que la posibilidad de que un médico llegara a cometer actos eutanásicos podría transformar totalmente la relación médico-paciente.

## Puntos de vista religiosos
Los puntos de vista religiosos sobre la eutanasia son variados. Si bien el punto de vista sobre el tema no necesariamente se entrelaza directamente con la religión, a menudo afecta la opinión de una persona. Si bien la influencia de la religión en los puntos de vista de alguien hacia los cuidados paliativos hace una diferencia, a menudo desempeñan una función más pequeña de lo que podría esperarse. Se realizó un análisis de la conexión entre la religión de los adultos estadounidenses y su punto de vista sobre la eutanasia para ver cómo se combinan. Los hallazgos concluyeron que la afiliación religiosa con la que cada persona se asocia no necesariamente se relaciona con su postura al respecto de la eutanasia. Las investigaciones muestran que, si bien muchos pertenecen a una religión específica, es posible que no siempre vean todos los aspectos de la eutanasia como relevantes para ellos.
Algunos análisis de metadatos han apoyado la hipótesis de que las actitudes de las enfermeras hacia la eutanasia y el suicidio asistido por médicos están influenciadas por su religión y su cosmovisión. Atribuir más importancia a la religión también parece hacer que sea menos probable un acuerdo con la eutanasia y el suicidio asistido por un médico. Un estudio de opinión pública realizado en 1995 encontró que la tendencia a ver una distinción entre la eutanasia activa y el suicidio se ve claramente afectada por la afiliación religiosa y el nivel de educación. En Australia, más médicos sin afiliación religiosa formal simpatizaron con la eutanasia voluntaria activa, y reconocieron que la habían practicado a diferencia de los médicos que dijeron tener alguna filiación religiosa. De aquellos que se identifican con una religión e informan de una afiliación protestante fueron intermedios en sus actitudes y prácticas entre los grupos agnóstico, ateo y católico. Los católicos registraron actitudes más opuestas, pero aun así el 18 % de los médicos católicos encuestados registraron que habían tomado medidas activas para provocar la muerte de aquellos pacientes que lo solicitaron.
En 2019, representantes del cristianismo, el islam y el judaísmo firmaron una declaración conjunta en la que rechazaban la eutanasia y el suicidio asistido, recomendando en cambio unos cuidados paliativos de calidad y accesibles a todos.

### Enciclopedias
- Johan Heinrich Zedler, ed. (1732-1754). Grosses vollständiges universal-lexicon aller wissenschafften und künste.

#### Filosóficas
- Young, Robert (18 de abril de 1996). «Voluntary Euthanasia».  En Edward N. Zalta, ed. Stanford Encyclopedia of Philosophy (Otoño de 2017 edición). Metaphysics Research Lab, Stanford University. Consultado el 15 de marzo de 2018.

- Chadwick, Ruth F. (1998). Encyclopedia of applied ethics (2.ª edición). San Diego, California, Estados Unidos de América: Academic Press, Cop. ISBN 0122270657. OCLC 644511642.

### Libros

#### Médicos
- Carr, Claudia (2014). Unlocking medical law and ethics [Desbloqueo de la ley y ética médicas]. Unlocking the law (en inglés) (2.ª edición). Londres, Reino Unido; Nueva York, Estados Unidos de América: Routledge; Taylor and Francis Group. ISBN 9781317743514. OCLC 896794734.

#### Filosóficos
- Kohl, Marvin (1974). The morality of killing; sanctity of life, abortion, and euthanasia [La moralidad de matar; santidad de la vida, aborto y eutanasia] (en inglés). Nueva York, Nueva York, Estados Unidos de América: Humanities Press. ISBN 0391001957. OCLC 740970.

- Kohl, Marvin (1975). Beneficient euthanasia [Eutanasia benéfica] (en inglés). Buffalo, Nueva York, Estados Unidos de América: Prometheus Books. OCLC 872315660.

- Smith, Wesley J. (1997). Forced exit — The slippery slope from assisted suicide to legalized murder [Salida forzada — El efecto dominó desde el suicidio asistido hasta el asesinato legalizado] (en inglés) (1.ª edición). Nueva York, Estados Unidos de América: Times Books. ISBN 0812927907. OCLC 36037861.

- Letellier, Phillippe; Harpes, Jean-Paul; Hermeren, Göran; Aumonier, Nicolas; O'Brien, Tony; Marckmann, Georg; Kouchner, Bernard; Byk, Christian; Checassut, Daniel; Gambino, Gabriella; Sari Ali, Raoutsi Hadj-Eddine; Guigui, Albert; Stavropoulos, Alexandre; Collange, Jean-François (2003). «History and definition of a Word» [Historia y definición de una palabra]. Euthanasia. Volume I — Ethical and human aspects [Eutanasia. Volumen I — Aspectos éticos y humanos] (en inglés). Estrasburgo, Francia: Consejo de Europa. ISBN 9789287150707. OCLC 928921480.

- Bacon, Francis; Vickers, Brian (2008). Francis Bacon — the major works [Francis Bacon — Principales obras] (en inlgés). Oxford, Nueva York, Estados Unidos de América: Oxford University Press. ISBN 9780199540792. OCLC 813972293.

#### Históricos
- Dowbiggin, I., A Concise History of Euthanasia: Life, Death, God and Medicine, Rowman & Littlefield Publishers, Inc., Lanham 2005.
- Sereny, Gitta (1983). Into that darkness — An examination of conscience [En la oscuridad — Un examen de conciencia] (en inglés). Nueva York, Estados Unidos de América: Vintage Books. ISBN 9780394710358. OCLC 8493122.

- Lifton, Robert Jay (1986). The Nazi doctors — Medical killing and the psychology of genocide [Los médicos nazis — Asesinato médico y la psicología del genocidio] (en inglés). Londres, Reino Unido: MacMillan. ISBN 9780333432624. OCLC 59098050. Archivado desde el original el 3 de septiembre de 2006. Consultado el 21 de marzo de 2018.

- Lifton, Robert Jay (2000). The Nazi doctors — Medical killing and the psychology of genocide [Los médicos nazis — Asesinato médico y la psicología del genocidio] (en inglés) (2000 edición). Londres, Reino Unido: Basic Books. ISBN 9780465049059. OCLC 55680203.

- Proctor, Robert (1988). Racial hygiene — Medicine under the Nazis [Higiene racial — Medicina durante el régimen Nazi] (en inglés) (8.ª edición). Cambridge, Massachussetts, Estados Unidos ; Londres, Inglaterra: Harvard University Press. ISBN 9780674745780. OCLC 440327129.

- Adams, Mark B. (1990). The wellborn science — Eugenics in Germany, France, Brazil, and Russia [La ciencia del bien nacido — Eugenesia en Alemania, Francia, Brasil y Rusia] (en inglés). Nueva York, Estados Unidos de América: Oxford University Press. ISBN 9780195053616. OCLC 1014618272.

- Bayerische Akademie der Wissenschaften Historische Kommission (1990). Neue deutsche Biographie 16. Band Maly - Melanchthon [Nueva biografía alemana. Volumen 16.º Maly - Melanchthon] (en alemán). Berlín, Alemania: Duncker & Humbolt. OCLC 1002418158. Consultado el 18 de marzo de 2018.

- Burleigh, Michael (1995). Death and deliverance — «Euthanasia» in Germany, c. 1900-1945 [Muerte y salvación — La «eutanasia» en Alemania, c. 1900-1945] (en inglés). Cambridge, Reino Unido; Nueva York, Estados Unidos: Cambridge University Press. ISBN 9780521477697. OCLC 717107980.

- Dvorak, Helge (1996). Biographisches Lexikon der Deutschen Burschenschaft / Bd. 1. Politiker. 4 [Léxico biográfico de la fraternidad alemana / Bd. 1. político. 4] (en alemán). Heidelberg. ISBN 382530339X. OCLC 312504128.

- Kemp, Nick D. A. (2002). «Merciful release» — The history of the British euthanasia movement [«Liberación misericordiosa» - La historia del movimiento de eutanasia británico] (en inglés). Manchester, Nueva York, Estados Unidos de América: Manchester University Press. ISBN 9780719061240. OCLC 878541002.

- Ryan, Donna F.; Schuchman, John S. (2002). Racial hygiene — Deaf people in Hitler's Europe [Higiene racial — Sordos en la Europa de Hitler] (en inglés). Washington D.C., Estados Unidos de América: Gallaudet University Press. ISBN 9781563681325.

- Browning, Christopher; Matthäus, Jürgen (2007). The origins of the final solution — The evolution of Nazi Jewish policy, September 1939 - March 1942 [Los orígenes de la solución final — La evolución de la política judía de los nazis, septiembre de 1939-marzo de 1942] (en inglés). Lincoln, Nebraska, Estados Unidos de América: University of Nebraska Press. ISBN 9780803259799. OCLC 255729168.

- Dowbiggin, Ian Robert (2007). A concise history of euthanasia — Life, death, God, and medicine [Historia concisa de la eutanasia — Vida, muerte, Dios y medicina] (en inglés). Lanham, Maryland, Estados Unidos de América: Rowman & Littlefield. ISBN 9780742531116. OCLC 163584945.

- Evans, Richard J. (2009). The Third Reich at war [El Tercer Reich en guerra] (en inglés). Nueva York, Estados Unidos de América: Penguin Books. ISBN 9781594202063. OCLC 938282640.

- Longerich, Peter (2012). Holocaust — The Nazi persecution and murder of the jews [Holocausto — La persecución Nazi y el asesinato de los judíos] (en inglés). Oxford, Nueva York, Estados Unidos de América: Oxford University Press. ISBN 9780192804365. OCLC 770901131.

- Bialas, Wolfgang; Fritze, Lothar (2014). Nazi ideology and ethics [Ideología y ética nazis] (libro electrónico) (en inglés). Newcastle upon Tyne, Reino Unido: Cambridge Scholars Publishing. ISBN 1443858811. OCLC 875635606.

### Publicaciones

#### Médicas
- Emanuel, Ezekiel J. (1994). «The history of euthanasia debates in the United States and Britain» [La historia de los debates sobre la eutanasia en los Estados Unidos y Gran Bretaña]. Annals of internal medicine (pdf). History of medicine (en inglés). Vol. 121 (N.º 10): 793-802. doi:10.7326/0003-4819-121-10-199411150-00010. (requiere suscripción).

- Caddell, David P.; Newton, Rae R. (1995). «Euthanasia: American attitudes toward the physician's role» [Eutanasia: actitudes estadounidenses hacia la función del médico]. Social Science and Medicine (en inglés) (Elsivier). Vol. 40 (N.º 12): 1671-1681. PMID 7660180. doi:10.1016/0277-9536(94)00287-4.

- Baume, Peter; O’Mailley, Emma; Bauman, Adrian (1995). «Professed religious affiliation and the practice of euthanasia» [La afiliación religiosa profesada y la práctica de la eutanasia] (pdf). Journal of medical ethics (en inglés) (BMJ). Vol. 21 (N.º 1): 49-54. PMC 1376534. PMID 7776349. Consultado el 28 de marzo de 2018.

- Harris, NM (2001). «The euthanasia debate» [El debate sobre la eutanasia]. Journal of the Royal Army Medical Corps (pdf) (en inglés). Vol. 147 (N.º 3) (BMJ Journals). pp. 360-370. PMID 11766225. doi:10.1136/jramc-147-03-22.

- Materstvedt, Lars Johan; Clark, David; Ellershaw, John; Førde, Reidun; Boeck Gravgaard, Anne-Marie; Müller-Busch, H. Christof; Porta i Sales, Josep; Rapin, Charles-Henri (2003). «Euthanasia and physician-assisted suicide: a view from an EAPC Ethics Task Force» [Eutanasia y suicidio asistido por un médico: una visión del Grupo de ética de la EPAC]. Palliative medicine (en inglés). Vol. 17 (N.º 2): 97-101. doi:10.1191/0269216303pm673oa.

- Mystakidou, Kyriaki; Parpa, Efi; Tsilika, Eleni; Katsouda, Emmanuela; Vlahos, Lambros (2005). «The evolution of euthanasia and its perceptions in Greek culture and civilization» [La evolución de la eutanasia y sus percepciones en la cultura y civilización griega]. Perspectives in biology and medicine (en inlgés). Vol. 48 (N.º 1): 95-104. doi:10.1353/pbm.2005.0013.

- Gesundheit, Benjamin; Steinberg, Avraham; Glick, Shimon; Or, Reuven; Jotkovitz, Alan (2006). Euthanasia: an overview and the jewish perspective [Eutanasia: una visión general y la perspectiva judía] (en inglés). Vol. 24 (N.º 6). doi:10.1080/07357900600894898.

- Michalsen, Andrej; Reinhart, Konrad (2006). ««Euthanasia»: a confusing term, abused under the Nazi regime and misused in present end-of-life debate» [«Eutanasia»: un término confuso, del cual se abusó durante el régimen nazi y es mal utilizado en el presente debate sobre el final de la vida]. Intensive Care Medicine (en inglés). Vol. 32 (N.º 9): 1304-1310. PMID 16826394. doi:10.1007/s00134-006-0256-9.

#### Filosóficas
- Gurney, Edward J. (1972). «Is there a right to die? A study of the law of euthanasia» [¿Hay un derecho a morir? Un estudio sobre la ley de eutanasia]. Law Review (en inglés) (Cumberland-Samford). Vol. 3 (N.º 2): 235-261.

- Beauchamp, Tom L.; Davidson, Arnold I. (The definition of euthanasia). «Definición de eutanasia». The Journal of Medicine and Philosophy. Vol. 4 (N.º 3): 294-312. doi:10.1093/jmp/4.3.294.

- Wreen, Michael (1988). «The definition of euthanasia» [Definición de eutanasia]. Philosophy and phenomenological research (en inglés) (International Phenomenological Society). Vol. 48 (N.º 4): 637-653. JSTOR 2108012. doi:10.2307/2108012.

- Kuhse, Helga (Julio de 1992). «Quality of life and the death of «baby M»» [Calidad de vida y muerte del «bebé M»]. Bioethics (en inglés). Vol. 6 (N.º 3): 233-250. doi:10.1111/j.1467-8519.1992.tb00200.x. Archivado desde el original el 19 de marzo de 2018. Consultado el 15 de marzo de 2018.

- Kahn, Axel (2011). «L’euthanasie : un droit ? une liberté ?» [La eutanasia: ¿un derecho?, ¿una libertad?]. La Revue du Projet (en francés).

#### Históricas
- Burleigh, Michael (1994). «Between enthusiasm, compliance and protest: The churches, eugenics and the Nazi «euthanasia» programme» [Entre el entusiasmo, la obediencia y la protesta: las iglesias, la eugenesia y el programa nazi de «eutanasia»]. Contemporary european history (en inglés) (Cambridge, Cambridgeshire, Reino Unido: Cambridge University Press). Vol. 3 (N.º 3): 253-264. ISSN 0960-7773. doi:10.1017/S0960777300000886.

- Ramsay, J. H. R. (1994). «A king, a doctor, and a convenient death» [Un rey, un médico y una muerte conveniente]. BMJ (en inglés). Vol. 308: 1445. PMC 2540387. PMID 11644545. doi:10.1136/bmj.308.6941.1445.

- Pappas, Demetra M. (1996). «Recent historical perspectives regarding medical euthanasia and physician assisted suicide» [Perspectivas históricas recientes con respecto a la eutanasia y el suicidio asistido por un médico]. British Medical Bulletin (en inglés). Vol. 52 (N.º 2): 386-393. PMID 8759237. doi:10.1093/oxfordjournals.bmb.a011554.

- Sandner, Peter (1999). «Die "Euthanasie"-Akten im Bundesarchiv. Zur Geschichte eines lange verschollenen Bestandes» [Los archivos sobre «eutanasia» en los Archivos Federales. La historia de una acción perdida hace tiempo] (pdf). Vierteljahrschefte für Zeitgeschichte (en alemán) (Institut für Zeitgeschichte). Vol. 47 (N.º 3): 385-400. ISSN 0042-5702. OCLC 978975407. Consultado el 21 de marzo de 2018.

- Appel, Jacob M. (2004). «A duty to kill? A duty to die? Rethinking the euthanasia controversy of 1906» [¿Son matar y morir un deber? Repensando la controversia de 1906 sobre la eutanasia]. Bulletin of the History of Medicine (en inglés). Vol. 78 (N.º 3): 610-634. PMID 15356372. doi:10.1353/bhm.2004.0106.

- Stolberg, Michael (2007). «Active euthanasia in pre-modern society, 1500–1800: learned debates and popular practices» [Eutanasia activa en la sociedad premoderna, 1500-1800: debates aprendidos y prácticas populares]. Social history of medicine (en inglés). Vol. 20 (N.º 2): 205-221. doi:10.1093/shm/hkm034.

- Izumi, Otani (2010). ««Good manner of dying» as a normative concept: «autocide», «granny dumping» and discussions on euthanasia/death with dignity in Japan» [«Buena manera de morir» como concepto normativo: «autocidio», «abismo de abuelas» y discusiones sobre la eutanasia o muerte con dignidad en Japón]. International Journal of Japanese Sociology (en inglés). Vol. 19 (N.º 1): 49-63. doi:10.1111/j.1475-6781.2010.01136.x.

- Hojan, Artur; Munro, Cameron (2015). «Overview of Nazi «euthanasia» program in occupied Poland (1939-1945)» [Descripción del programa nazi de «eutanasia» en la Polonia ocupada (1939-1945)]. The Central Office at Tiergartenstrasse 4 in Berlin (en inglés). Archivado desde el original el 30 de mayo de 2016. «Más información Kaminsky, Uwe (2014), Mercy Killing and Economism. En: Bialas, Wolfgang; Fritze, Lothar (ed.), Nazi ideology and ethics. pp. 263–265. Cambridge Scholars Publishing, ISBN 1-4438-5422-0 (en inglés)».

#### Legales
- Mannes, Marya (1975). «Euthanasia vs. the right to life» [Eutanasia versus el derecho a vivir]. Baylor Law Review (en inglés). Vol. 27.

#### Enfermería
- Gielen, Joris; van den Branden, Stef; Broeckaert, Bert (2009). «Religion and nurses' attitudes to euthanasia and physician assisted suicide» [Religión y actitudes de las enfermeras frente a la eutanasia y el suicidio asistipo por un médico] (pdf). Nursing Ethics (en inglés) (SAGE Journals). Vol. 16 (N.º 3). PMID 19372125. doi:10.1177/0969733009102692. Archivado desde el original el 10 de agosto de 2017. Consultado el 29 de marzo de 2018.

#### Sociología
- Moulton, Benjamin E.; Hill, Terrence D.; Burdette, Amy (2006). «Religion and trends in euthanasia attitudes among U.S. adults, 1977-2004» [Religión y tendencias en actitudes frente a la eutanasia entre adultos estadounidenses, 1977-2004]. Sociological Forum (en inglés) (Springer). Vol. 21 (N.º 2): 249-272. JSTOR 4540938. doi:10.1007/s11206-006-9015-5.

### Revistas
- Varios (1873). The popular science monthly (en inglés). Vol. III. Nueva York, Estados Unidos: D. Appleton and Company. pp. 90-96. Consultado el 19 de marzo de 2018.

- Spranzi, Marta (2009). «Peut-on distinguer euthanasie active et euthanasie passive?» [¿Podemos distinguir entre la eutanasia activa y la eutanasia pasiva?]. La vie des idées. Dossier: L’euthanasie en débat (en francés) (Collége de France).